# 聖母のもとに現れる復活したキリスト
『聖母のもとに現れる復活したキリスト』（せいぼのもとにあらわれるふっかつしたキリスト、伊: Cristo risorto appare alla Madre、英: The Resurrected Christ Appears to the Virgin）は、イタリアのバロック絵画の巨匠グエルチーノが1628-1630年ごろにキャンバス上に油彩で制作した絵画で、グエルチーノの傑作の1つと見なされてきたものである。その質の高さからナポレオン戦争中の1796年にはフランス軍に略奪され、パリのルーヴル美術館に展示されたが、1816年にチェントの町に返還された。1839年以来、イル・グエルチーノ市立美術館に所蔵されている。

## 主題
復活したイエス・キリストが聖母マリアのもとに姿を現すという記述は『聖書』にはない。この物語は中世の宗教詩の中で紡ぎ出され、13世紀末には偽ボナヴェントゥラ (ボナヴェントゥラ作と思われた著作の作者たち) によって詳細な情景が描き出されるにいたった。キリストが磔にされた3日後、聖母が祈りながら彼に語りかけていると、復活したキリストが彼女の前に現れて、すでに苦悩が去ったこと、冥府から人々を救い出したことを語る。この主題は、特に北イタリアの絵画に見られるものである。

## 作品
ローマで制作された本作には、グエルチーノのローマでの経験、そしてジョヴァンニ・バッティスタ・アグッキら古典主義理論家に影響を受けたことが最も端的に表れている。すなわち、明快な構図と人物描写、理想的な表現といった特徴が見られる。キリストは聖母と並んで前景に配されており、キリストの頭部を頂点とした三角形の構図には安定感がある。キリストは、古代彫刻を想起させるような均衡ある姿勢をしている。彼の足は地面から離れつつあるが、旗の柄で身体を支えており、不安定さはない。風にはためく旗にも動きの気配はなく、画面は静かで落ち着いている。
左からキリストの身体に光が当たり、彼が暗い室内に光をもたらしたようである。聖母が直前まで祈りを捧げていたことは、右端のテーブル上の閉じかけの祈祷書によって示される。本作でとりわけ称賛されてきたのは衣襞の表現である。その量感の戯れと色彩において、グエルチーノは観念的な美、すなわち純粋絵画の研究を始めたと考える研究者もいる。

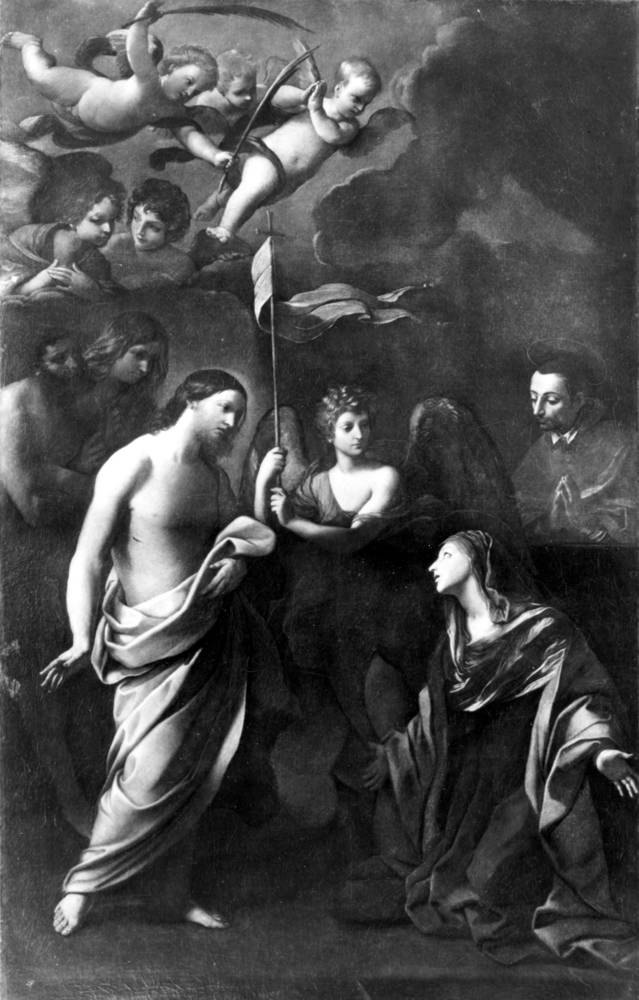
グイド・レーニ『聖母のもとに現れる冥界のキリスト』 (1629年ごろ)、アルテ・マイスター絵画館 (ドレスデン) 旧蔵 (第二次世界大戦で焼失)

本作に見られる傾向は、グイド・レーニの同時期の作品に共通している。実際、この作品は、本来モデナ大聖堂にあったレーニの『聖母のもとに現れる冥界のキリスト』 (アルテ・マイスター絵画館旧蔵、第二次世界大戦で焼失) を参考にしたと思われる。しかし、グエルチーノはレーニが徐々に排除しつつあった人間的要素を本作に付け加えている。この絵画は何世紀もの間ずっと称賛の的となってきたもので、ドイツの詩人ゲーテの『イタリア紀行』には以下のように記されている。

復活のキリストが、母のところにあらわれたところを描いた絵は非常に私の気に入った。聖母はキリストの前に跪きながら、えも言えぬ心情を籠めて彼を見上げ、彼女の左手はキリストの気味の悪い、画面全体をいためるばかりの傷のすぐ下に触れている…それにもかかわらず、この絵は限りなく気持ちがよい。母を眺めている哀愁を帯びた眼差しは独自のものであって、あたかも自分や母の受けた苦悩の思いが復活によって直ちに消し去られることなく、高潔な彼のたましいの前に漂っているごとくである。

また、ヴェネツィアの著述家フランチェスコ・アルガロッティは1760年9月27日の手紙で本作に触れ、「あえて言うならば、あの絵を見ずしてグエルチーノが何であるのか、またイギリス人たちが彼に与えた『魔術師』という名がいかにふさわしいものかを知ることはできない」と書いている。